# Tereza Vágnerová
Tereza Aster Vágnerová (* 16. dubna 1992 Praha) je česká muzikálová zpěvačka.

## Vzdělání
Studovala na The English College in Prague – Anglickém gymnáziu na Praze 9.
Ve školním roce 2008/09 byla přijata na uměleckou akademii v Texasu ve Spojených státech, kde studovala zpěv, tanec, herectví, hru na klavír a skladbu.
V červnu 2014 absolvovala se samými jedničkami bakalářský obor Marketingová komunikace a public relations na Fakultě sociálních věd Univerzity Karlovy.

## Osobní život
Jejím manželem je architekt Petr Aster, vzali se 22. prosince 2018 v bazilice Nanebevstoupení Panny Marie na Strahově.